# Saint-Germain-de-Marencennes

Saint-Germain-de-Marencennes este o comună în departamentul Charente-Maritime, Franța. În 1 ianuarie 2018 avea o populație de 1.190 de locuitori.